# Corund, Satu Mare
Corund (în maghiară Szilágykorond, colocvial Korond) este un sat în comuna Bogdand din județul Satu Mare, Transilvania, România.
Atestare documentară: 1423

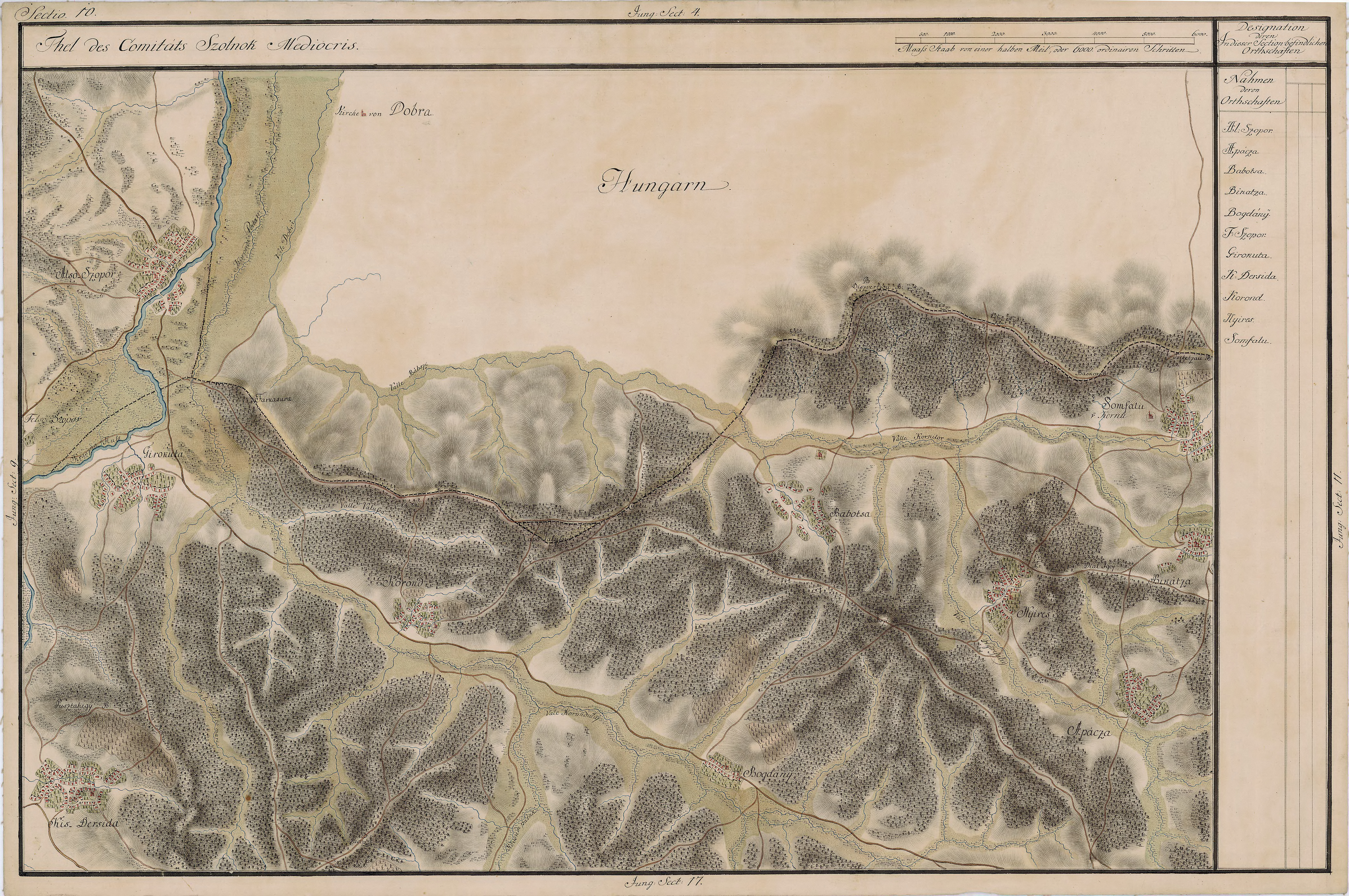
Corund în Harta Iosefină a Transilvaniei

Primele urme de pe raza localității s-au descoperit în locul numit ”Pe Izvoară”, constau în fragmente de Terra Sigillatra și datează din sec. II-III p. Chr.

## Lăcașuri de cult
Biserica românească de lemn „Sfinții Arhangheli“ a fost construită în 1723. De plan dreptunghiular, cu absida poligonală decroșată , are turn-clopotniță cu foișor pe pronaos, pridvoare pe laturile de vest și de sud. Decor sculptat la portal și la stâlpii pridvorului. Pictură murală din 1798.